# اچ‌ام‌ای‌اس یارا (یو۷۷)
اچ‌ام‌ای‌اس یارا (یو۷۷) (به انگلیسی: HMAS Yarra (U77)) یک کشتی بود که طول آن ۲۶۶ فوت ۳ اینچ (۸۱٫۱۵ متر) بود. این کشتی در سال ۱۹۳۵ ساخته شد.